# Villa romaine de Vinamargo
La villa romaine de Vinamargo est un site archéologique situé dans la commune de Castellón de la Plana (comarque de Plana Alta), dans la province de Castellón en Espagne,. 
La villa romaine, datant des Ier et IIe siècles, a été découverte et fouillée lors des travaux de canalisation du ravin de Fraga entre 2009 et 2012. Avec une superficie fouillée de 3 000 m2, il s'agit du plus grand site romain documenté à ce jour dans la province de Castellón. Le site est géré par du musée de la ville de Castellón.

## Historique
En 2010, le Département de l'Environnement du Gouvernement valencien (propriétaires du ravin et promoteurs des travaux) a transféré la propriété de le site à la Mairie de Castellón. En 2011, la mairie de Castellón a approuvé le détournement du pipeline pour protéger le site. 
Le site était clôturé mais est resté sous-exploité pendant plusieurs années. En 2017, la mairie de Castellón a entrepris les travaux de consolidation et de mise en valeur de Vinamargo : le site a été nettoyé et dégagé, des canalisations et des drains ont été installés pour faciliter l'évacuation des eaux de pluie, les murs les plus détériorés ont été reconstruits et trois panneaux d'information ont été installés où certains aspects du site sont brièvement expliqués. 
En 2019, les travaux du bâtiment du centre d'interprétation du site ont été achevés, financés par le Département de la Culture de la Generalitat de Valence et transférés à la mairie de Castellón pour leur gestion. En 2021, un appel d'offres a été lancé pour doter le bâtiment du service électrique, mais en 2022, il était toujours fermé au public en raison du retard de l'installation. 
En 2019, une exposition a eu lieu au musée des Beaux-Arts de Castellón avec les pièces archéologiques trouvées sur le site.

## Le site
La villa romaine de Vinamargo est située dans les environs de la ville de Castellón, à environ deux kilomètres de la mer, sur la route qui s'étend perpendiculairement à la côte. Les vestiges sont situés près de la route de Caminás, qui longe la plaine parallèlement à la côte et à côté de laquelle différentes enclaves ibériques et romaines ont été trouvées dans d'autres secteurs comme la Villa romaine de Vinaragell et la Villa romaine de Sant Gregori à Borriana ou la Villa romaine de Benicató à Nules.
Avec une superficie fouillée de 3 000 m2, c'est le plus grand site romain documenté à ce jour dans la province de Castellón, sans connaître son extension totale, puisque seule la zone affectée par les travaux de canalisation du ravin de Fraga et probablement de la ville s'étendrait à travers les champs limitrophes.

### La Villa
Le premier noyau a été daté du milieu du Ier ou du début du IIe siècle. Aux  IIIe et IVe siècles, des extensions de la construction originale ont lieu. La villa est structurée en trois patios autour desquels se situent différentes pièces.
- Le premier patio est situé au centre. Vers le sud, se  trouvent les thermes, avec les bains du frigidarium, le caldarium avec les restes de l'hypocaustum, le furnus et d'autres pièces qui pourraient être le tepidarium et la natatio, en plus des restes des latrines. Dans l'angle sud-ouest, on a découvert un bassin quadrangulaire et deux dolia que les chercheurs relient à la production de céramique réalisée dans la ville même.
- Le deuxième patio, situé plus à l'ouest, était initialement entouré d'un mur. Plus tard, il a été agrandi vers l'ouest et 15 pièces de différentes tailles ont été ajoutées qui auraient pu être des entrepôts, des écuries et même des pièces.
- Enfin, le troisième patio est le plus ancien. Autour se trouvent un impluvium et plusieurs pièces. Les chercheurs n'ont pas pu déterminer sa fonctionnalité en raison de nombreuses transformations ultérieures.

Toute la structure de la villa a été construite selon la même technique : une fondation construite avec une base de murs en maçonnerie atteignant 90 cm de hauteur, une élévation surélevée en pisé et une couverture de tegulas et dimbrex.

## Archéologie
Les céramiques utilisées pour le transport des produits ont été récupérées, principalement dans la province de Tarraconensis (Ier et IIIe siècles) et de Bétique. Des restes d'un groupe d'amphores africaines (IIe et IVe siècles) et différentes pièces de vaisselle fine ont également été retrouvés : assiettes, bols et tasses, ou encore des vases hispaniques en céramique sigillée (Ier et IIe siècles).
La découverte de pièces en céramique fabriquées in situ, présentant des déformations et des erreurs de cuisson, est particulièrement significative, raison pour laquelle elles ont été abandonnées. Ce sont des pièces de différents types (petite amphore, lampe à huile et gourde) construites avec un moule et signées du sceau du potier attique.
Parmi les objets retrouvés sur le site se trouvent également des pièces de monnaie, comme des As et des Sesterces , datées des IIe et Ier siècles av. J.-C. jusqu'aux Ier et IIIe siècles, fibules (broches en bronze décoré) utilisées dans les harnais de chevaux et les objets en os travaillé datant des IIe et IIIe siècles